# Patrick Peters
Patrick Peters (* 1983) ist ein deutscher Wirtschaftsjournalist und Publizist sowie Hochschulprofessor.

## Leben
Peters promovierte 2013 an der Bergischen Universität Wuppertal über die Dichtung der Göttinger Hainbündler. Die Veröffentlichung erfolgte ein Jahr später im Oldib Verlag von Oliver Bidlo, wo von Peters zuvor und danach u. a. Einführungen in die Edda, in die Romantik und zu Johann Joachim Winckelmann erschienen sowie ein Werk zum Heiligen Gral. Weitere seiner Bücher erschienen im Kohlhammer Verlag und befassen sich etwa mit der Germanenrezeption in der deutschen Kulturgeschichte, deutschen Helden und Mythen von Wotan bis Wagner und mit Ludwig Uhland. Mindestens im Jahr 2016 war er Chefredakteur des IVW-geprüften Gastgewerbe-Magazins. Zu seinen weiteren publizistischen Tätigkeiten gehören u. a. die Chefredaktion des Impact Investing-Magazins (bis 2023) sowie Beiträge in Sammelwerken wie Hither Shore.
Seit dem Wintersemester 2020/21 ist Peters Professor für PR, Kommunikation und digitale Medien an der privaten Allensbach Hochschule in Konstanz. Mit seiner Berufung wurde die Vertiefungsrichtung PR- und Kommunikationsmanagement innerhalb des Bachelorstudiengangs Betriebswirtschaftslehre Online neu eingeführt. Im Mai 2022 wurde er zum Prorektor für Lehrmittelentwicklung berufen und später auch zum Prorektor für Forschung. Zudem hat er einen Lehrauftrag für Wirtschafts- und Unternehmensethik an der Hochschule Niederrhein, ist Lehrbeauftragter an der Germanistischen Fakultät der Universität Duisburg-Essen im Fachbereich Mediävistik. und betreibt eine Kommunikations- und Strategieberatung.

## Veröffentlichungen

### Monographien
- Edda: Einführung. Oldib Verlag, Essen 2007, ISBN 978-3-939556-02-2.
- Von Jerusalem nach Paris: Der Heilige Gral zwischen Mythos und Literatur. Oldib Verlag, Essen 2009, ISBN 978-3-939556-09-1.
- Männer aus dem Hain : Studien zur Männlichkeitskonstruktion in der Lyrik der Göttinger Hainbündler. Oldib Verlag, Essen 2014, ISBN 978-3-939556-41-1 (zugleich Diss., Wuppertal 2013).
- Romantik: Einführung. Oldib Verlag, Essen 2020, ISBN 978-3-939556-83-1.
- Johann Joachim Winckelmann: Einführung. Oldib Verlag, Essen 2021, ISBN 978-3-939556-86-2.
- Nachhaltige Wirtschafts- und Unternehmensethik: Ein Leitfaden für Wissenschaft und Praxis. Kohlhammer Verlag, Stuttgart 2023, ISBN 978-3-17-042732-7.
- Deutsche Helden und Mythen: Von Wotan zu Wagner. Kohlhammer Verlag, Stuttgart 2023, ISBN 978-3-17-043441-7.
- Diversity Management. Kohlhammer Verlag, Stuttgart 2023, ISBN 978-3-17-043353-3.
- Konsum in der Krise? Zur Stellung von Qualität und Werten in der modernen Wegwerfgesellschaft. Kohlhammer Verlag, Stuttgart 2024, ISBN 978-3-17-043958-0.
- Ludwig Uhland: Ein Leben zwischen Poesie und Politik. Kohlhammer Verlag, Stuttgart 2024, ISBN 978-3-17-044522-2.

### Als Herausgeber
- mit Christian Endreß und Christian Vogt: Wirtschaftsschutz in der Praxis – Positionen zur Unternehmenssicherheit und Kriminalprävention in der Wirtschaft. Springer, Wiesbaden 2019, ISBN 978-3-658-24636-5.
- mit Christian Endreß, Patrick Hennies und Christian Vogt: Wirtschaftsschutz in der Praxis – Herausforderungen an die Sicherheit im Zeitalter von Digitalisierung und Krise, Springer, Wiesbaden 2022, ISBN 978-3-658-35122-9.

### Aufsätze (Auswahl)
- Die dunkle Seite des Waldes. Konkrete und gefühlte Bedrohungen durch natürliche Räume. In: Deutsche Tolkien Gesellschaft (Hrsg.): Hither Shore. Band 11. Scriptorium Oxoniae, Düsseldorf 2014, ISBN 978-3-9810612-9-1, S. 142–154.
- Kontrolle und Gestaltung ohne Kommunikation? Zu den kommunikativen Potenzialen des Beirats im Mittelstand. In: Simone Chlosta, Holger Wassermann, Farid Vatanparast (Hrsg.): KCE Schriftenreihe der FOM. Band 2. MA Akademie Verlags- und Druck-Gesellschaft, 2019, ISSN 2627-1303 (fom.de [PDF; 1,5 MB]).
- Kommunikation und Kommunikationsmanagement im Family Office. In: Maximilian A. Werkmüller (Hrsg.): Family Office Management. 4. Auflage. Finanz Colloquium Heidelberg, Heidelberg 2019, ISBN 978-3-95725-135-0, S. 659–686.
- Transaktionen bei Start-up-Unternehmen: M&A, Private Equity und Venture Capital als Wachstumsalternative. In: Zeitschrift für Interdisziplinäre Ökonomische Forschung. Allensbach University, 2019, ISSN 2196-4688, S. 56–63 (allensbach-hochschule.de [PDF; 3,3 MB]).
- Geld und Vermögen in der Literatur der deutschen Romantik: Funktionen des monetären Reichtums bei Eichendorff, Tieck und Wagner. In: Zeitschrift für Interdisziplinäre Ökonomische Forschung. Allensbach University, 2020, ISSN 2196-4688, S. 30–37 (allensbach-hochschule.de [PDF; 3,8 MB]).
- Kommunikation und Unternehmensnachfolge: Veränderungsprozesse strategisch begleiten. In: Zeitschrift für Interdisziplinäre Ökonomische Forschung. Allensbach University, 2020, ISSN 2196-4688, S. 38–45 (allensbach-hochschule.de [PDF; 3,8 MB]).
- Aristoteles’ Nikomachische Ethik: Eine antike Grundlage des modernen Purpose-Gedankens. In: Zeitschrift für Interdisziplinäre Ökonomische Forschung. Allensbach University, 2021, ISSN 2196-4688, S. 20–29 (allensbach-hochschule.de [PDF; 4,2 MB]).
- mit Philipp Schlomann, Karl-Heinz Gerholz: Weiterbildung ist (k)eine Chefsache, oder? – Leadership als eine nicht unwesentliche Rolle für Weiterbildungsmotivation. In: Zeitschrift für Interdisziplinäre Ökonomische Forschung. Allensbach University, 2022, ISSN 2196-4688, S. 29–37 (allensbach-hochschule.de [PDF; 8,9 MB]).
- Vom sozial engagierten Unternehmertum zur Purpose Economy: Sinn stiften, Werte schaffen. In: Katholische Sozialwissenschaftliche Zentralstelle (Hrsg.): Kirche und Gesellschaft (= Grüne Reihe Nr. 503). 2023, ISSN 2699-6278 (gruene-reihe.eu (Memento vom 16. Februar 2024 im Internet Archive) [PDF; 600 kB]).
- Das Modell des „Servant Leadership“: Zum Ursprung der dienenden Führung bei Hermann Hesse. In: Zeitschrift für Interdisziplinäre Ökonomische Forschung. Allensbach University, 2023, ISSN 2196-4688, S. 21–27 (allensbach-hochschule.de [PDF; 5,9 MB]).
- Der Traum vom alten Deutschland? Germanen- und Mittelalterrezeption bei Novalis, Friedrich de la Motte Fouqué und dem Göttinger Hain. In: Martin Schubert, Simone Loleit (Hrsg.): Perspicuitas. 2025, ZDB-ID 1474847-2 (uni-due.de [PDF; 290 kB]).